# جورج آنسل
جورج آنسل (انگلیسی: George Ansell; ۲۸ نوامبر ۱۹۰۹ – ۷ اکتبر ۱۹۸۸) بازیکن فوتبال اهل بریتانیا بود.
از باشگاه‌هایی که در آن بازی کرده‌است می‌توان به باشگاه فوتبال نوریچ سیتی اشاره کرد.